# Spatelstjärtsskator
Spatelstjärtsskator (Crypsirina) är ett litet släkte i familjen kråkfåglar inom ordningen tättingar. Släktet omfattar endast två arter med utbredning i Sydostasien från Myanmar till Java:
- Svart spatelstjärtsskata (C. temia)
- Svarthuvad spatelstjärtsskata (C. cucullata)